# Madeleine Duguet
Madeleine Marie (Madeleine) Duguet (Luik, 30 september 1909 - Antwerpen, 22 december 1974) was een Belgische kunstenares. Ze schilderde, beeldhouwde en schreef poëzie.

## Biografie
Duguet werd op 30 september 1909 geboren in Luik, als vijfde van in totaal acht kinderen. Vader Théodore was amateur schilder, haar broer Roger een professioneel violist en ook de meeste van de overige broers en zussen waren op een of andere manier artistiek bezig. Als veertienjarige (1923) schreef ze zich in aan de Koninklijke Academie voor Schone Kunsten van Brussel, waar ze onder andere les volgde bij Alfred Bastien en er verschillende eerste prijzen behaalde in teken- en schilderkunst.
Tussen 1932 en 1934 volgde ze aan het Koninklijk Conservatorium Brussel de lessen muziekgeschiedenis bij Ernest Closson en lessen zang bij de altsoliste Jeanne Flament. Voor Duguet was Flament een tweede moederfiguur. Toen Flaments gezondheidstoestand verslechterde, besloot Duguet in 1939 naar Antwerpen te verhuizen om voor haar te zorgen. Samen met Flament richtte ze de interconservatoire prijs Jeanne Flament voor zang in, die in 1956 voor het eerst werd uitgereikt in Brussel. Flament was toen net overleden.
Duguet stelt voor het eerst haar beeldend werk tentoon in 1930, in het Paleis voor Schone Kunsten. Later volgen nog verschillende exposities, individueel of in groep, in Antwerpen, Luik, Rotterdam, Doornik, Namen, Kinshasa, Parijs, Kemzeke. Haar werk is uitsluitend figuratief (stillevens, portretten, bustes en enkele monumentale beelden). Kunstwerken van haar zijn vooral in privébezit, maar zijn ook te vinden in het Letterenhuis (Antwerpen), het Museum voor Schone Kunsten (Luik) en bij de Vlaamse Gemeenschap.
In 1958 richtte ze samen met Moshe Macchias (1932-2006; pseudoniem van Maurice Spruch) en José Tairhumène (1931-2013; pseudoniem van José Trussart) de kunstgroepering La Pléiade des Jeunes op. De Pléiade was niet echt een vereniging, eerder een milieu waar jonge kunstenaars elkaar vonden en ondersteunden, bij Duguet thuis, en waar Duguet af en toe literaire en muzikale soirées inrichtte. Bij de uitgeverijen Editions Elath en de Editions de la Pléiade des Jeunes gaf Duguet poëzie uit van onder andere Jeanne Benguigui en José Tairhumène. Zelf schreef Duguet enkele losse gedichten, en artikels in kranten en tijdschriften (soms onder haar pseudoniem Gertrude Joffray).
Door haar internationale contacten ontstonden ook in het buitenland kernen van de Pléiade: in Kinshasa (1964, la Pléiade du Congo, met onder andere Clémentine Nzuji en Edmond Withankenge) en in Parijs (1964, met onder andere Robert Darame en Cathérine Rethi).

## Prijzen en onderscheidingen
- 1965: Prix Conrad Chapman (Conseil européen d’art et d’esthétique)
- 1967: gouden medaille (Accademia internazionale di Roma)
- 1970: Prix Richard Dupierreux voor schilderkunst
- 1971: Ridder in de Leopoldsorde
- 1974: Prijs Louis Clesse (L’Œuvre nationale des beaux arts in Brussel)

## Publicaties
- 1935: Une grande artiste belge : Jeanne Flament, Morel et Gypens, Bruxelles
- 1958: Visages d'Israël, Editions Elath, Anvers